# Arcadespel

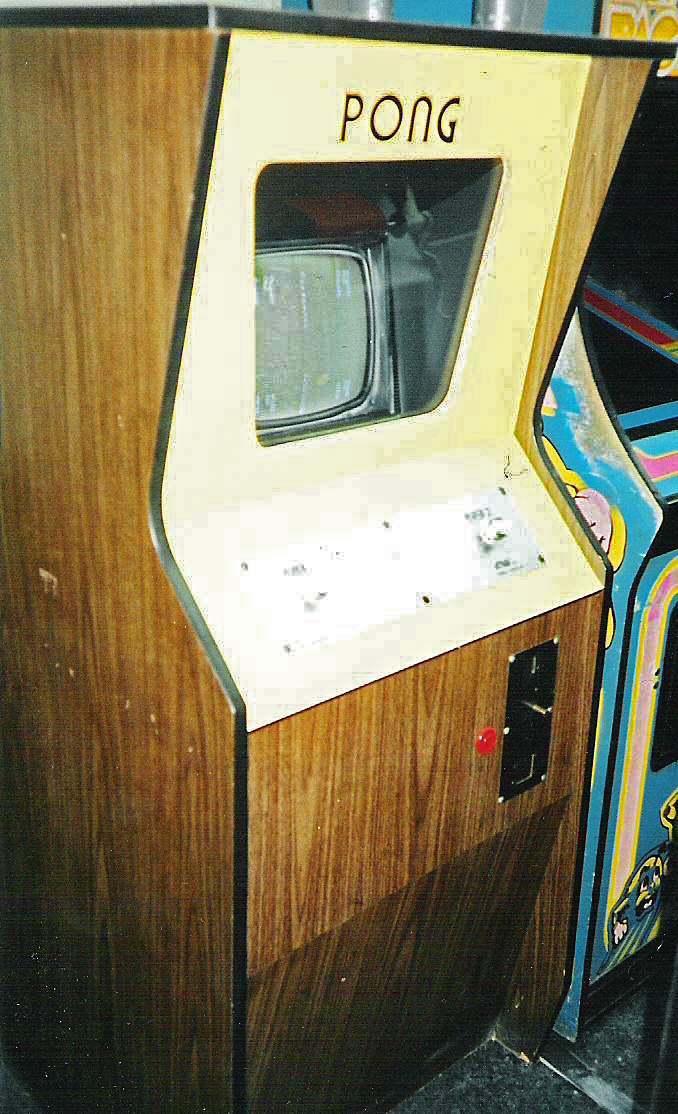
Een muntslikkend arcadespel in een arcadecabinet

Een arcadespel (Engels: arcade game), ook wel speelkast of speelautomaat genoemd, is een muntslikkende vermaakmachine die men vroeger veelvuldig in restaurants, cafés, snackbars, speelhallen en andere vermaakscentra vond. Ook op kermissen waren kramen te vinden waar arcadespellen konden worden gespeeld. Voorbeelden zijn een uitbetalingsspel, computerspel of flipperkast.
Een arcade-automaat mag men niet verwarren met een gokautomaat, althans in België. Het doel van een arcade-automaat is om een computerspel te spelen tegen betaling-per-spel als ontspanning. Bij een gokautomaat is het hoofddoel van de speler om meer geld uit de machine te halen dan hij er insteekt.

## Geschiedenis
De eerste populaire arcadespellen waren vroege pretparkspellen zoals een schiettent (schietgalerij) of balwerpspel en vroegste muntslikkende apparaten als toekomstvoorspellings- of mechanische muziekafspeelapparaten. Hoewel geen van de hier genoemde spellen zelf muntslikkend was, vormden de oude, uit de jaren 20 stammende pretparken (zoals Coney Island in New York) de inspiratiebron en sfeer voor de latere arcadespellen en -hallen.
In de jaren 1930 werden de eerste muntslikkende flipperkasten ontwikkeld. Deze vroege vermaakmachines verschilden in zo verre van hun recentere elektronische broeders dat zij van hout werden gemaakt, geen verdwijnputje of verhoogde bonusoppervlakten op het speelvlak hadden en gebruik maakten van een mechanische weergave van het puntenverloop in plaats van een elektronische. Rond 1977 schakelden de meeste flipperkastproducenten over op het gebruik van vaste elektronica (namelijk ingebakken in een computerchip op de printplaat) voor zowel de spelverrichting als de notatie van het puntenverloop.
Vooral Atari, opgericht in 1972, stond aan de wieg van de muntslikkende (video)computerspelindustrie met de creatie van het computerspel Pong, een elektronisch pingpongspelletje dat direct een succes werd. Imitators weerhielden Atari echter van het domineren van de snelgroeiende muntslikkende computerspelmarkt. Niettemin dook de speelhal op in het straatbeeld en konden de machines worden aangetroffen in winkelcentra en op straathoeken. Speelkasten verschenen in restaurants, kruidenierswinkels en cafés tijdens de jaren zeventig en de vroege jaren 80. De populairste spellen uit die tijd waren: Space Invaders (1978), Pac-Man (1980), Donkey Kong (1981) en Tapper (1983).
Medio jaren 80 begon de gekte rond de computerspelvermaakmachines af te nemen vanwege de donkere, ongure en onveilige reputatie van speelhallen en de opkomst van spelcomputers als Commodore 64, Sega en Nintendo en de personal computer. Vanaf dat ogenblik begon de traditionele speelkast uit uitgaansgelegenheden te verdwijnen; dit valt mede te verklaren doordat, zeker in de loop van de jaren negentig, de producenten van speelkasten de technologische ontwikkelingen van de spelcomputer niet meer konden bijbenen. De laatste stuiptrekking van de jeugdige speelhalcultuur was waarschijnlijk de komst van het vechtspel voor twee spelers. Voorbeelden hiervan zijn: Street Fighter II (1991) door Capcom, Mortal Kombat (1992) door Midway Games en Fatal Fury (1992) en de King of Fighters-reeks (1994-2005) door SNK. Het twee-spelers-vechtspelgenre nam in populariteit af aan het eind van de jaren 90 en dat was grotendeels toe te schrijven aan de controverse over de (grafische) weergave van geweld. Tegen 1996 sloten 32-bit-spelcomputers, uitgerust met 3D-grafische versnellingskaarten, het technologische gat met de vroege jaren 90, muntslikkende computerspellen uit de speelhal (omdat de ontwerpers van arcadespellen er niet in slaagden de technologiegrenzen te verleggen vanwege de hoge gerealiseerde spelomzet in Japan en dit leidde tot het langdurig gebruik van de JAMMA-standaard).
Veel speelhallen zijn reeds lange tijd gesloten en de klassieke muntslikkende spellen zijn grotendeels het terrein van toegewijde hobbyisten geworden. De toename van internetcafés (die ook computerspellen aanbieden) heeft de behoefte aan speelhallen en -spellen verder doen afnemen. Veel zijn reeds gesloten of samengevoegd met (internet)cafés of vervangen door kindvriendelijke Family Fun Centers.
De hedendaagse speelhal heeft een nieuwe niche gevonden door met name computerspellen aan te bieden die speciale spelbesturingsmechanismen gebruiken en grotendeels ontoegankelijk zijn voor thuisgebruik. Voorbeelden zijn onder andere ritmespellen als Dance Dance Revolution (1998) en DrumMania (1999). Ook spoorshooters als House Of The Dead (1998) en Time Crisis vallen hieronder.
Een opvolger van de traditionele speelkast is Photoplay, waarbij de speler na het inwerpen van de munten een keuze kan maken uit diverse spellen, als Memory en Zoek de verschillen. Photoplay-automaten hebben in plaats van knoppen een touchscreen om de spellen te besturen.
De arcade-automaat is een collector's item geworden. Er is een aparte industrie, meestal hobbyisten, die oude kasten renoveren of defecte hardware vervangen. Er zijn zelfs mensen die vandaag nog hun eigen kast maken. Veel oudere arcadespellen beleven een heropleving onder liefhebbers en dat is met name te danken aan emulatoren als MAME. Emulatoren zijn beschikbaar voor vrijwel elk modern computersysteem. De spellen hiervoor zijn dan als ROM's te downloaden op speciale websites.

## Technologie

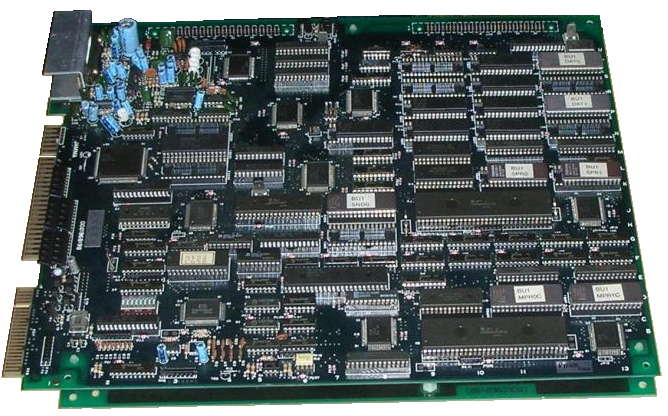
Moederbord van een arcadespel.

Vrijwel elk modern arcadespel (met uitzondering van het zeer traditionele behendigheidsspel op kermissen) maakt uitgebreid gebruik van elektronica en geïntegreerde schakelingen op een printplaat of arcadesysteembord. Het muntslikkende computerspel gebruikt over het algemeen meerdere processors, extra geluid- en grafiekchips en/of -kaarten en de recentste weergavetechnologie op grafisch gebied. De nieuwste muntslikkende computerspellen neigen naar interactiviteit (wisselwerking met de speler) als onderdeel van het spelontwerp om de speler gevoelsmatig het idee te geven dat hij (meer) met het spel verbonden is. Eén vorm van interactieve technologie slaagde er (nog) niet in aan populariteit te winnen: virtual reality, en dit is voornamelijk te wijten aan technische beperkingen.

## Spelontwerp
Muntslikkende spellen hebben vaak zeer korte levels, eenvoudige en gemakkelijk te doorgronden spelbesturingsmechanismen, iconische personages en een snel toenemende moeilijkheidsgraad. Ze zijn ontworpen om te voorzien aan de behoefte, een door adrenaline gevoede en tot een explosieve uitbarsting leidende kick. Dit in tegenstelling tot de meeste voor de spelcomputer ontwikkelde spellen, deze beschikken meestal over meer diepgaande spelbewegingseigenschappen en sterkere verhaallijnen. Dit is toe te schrijven aan het muntslikkende karakter, en waar hoofdzakelijk het spel wordt gehuurd voor zolang de spelavatar in leven blijft. De spellen voor de spelcomputer of pc kunnen als arcadespel worden aangeduid als het deze eigenschappen deelt of een rechtstreekse conversie van een speelhaltitel is.
Een muntslikkend racespel beschikt vaak over een (sterk) vereenvoudigde fysica en vraagt niet veel tijd om het onder de knie te krijgen, dit in tegenstelling tot een race-simulator. De auto's kunnen scherp de bocht insturen zonder enig slipgevaar of de controle over het stuur en de snelheid te verliezen. De spel-AI is dusdanig geprogrammeerd dat de rivalen altijd dicht in de buurt van de speler blijven (het elastiekeffect).

## Behuizing en onderdelen
De arcade-automaat is de naam van de behuizing en hardware om een bepaald videospel op te spelen. De meeste Arcade-automaten dateren uit de jaren 1980 en zijn gebouwd volgens de JAMMA-standaard.
De arcade-automaat wordt gemaakt naargelang de behoefte van het spel. Sommige spellen vereisen meerdere knoppen, speciale joysticks etc.
- Beeldscherm: dit onderdeel is essentieel. Het toont een raster- of vectorafbeelding. De schermresolutie ligt tussen de 262 en 315 lijnen met een frequentie tussen 50 en 60 hertz. Naargelang het spel, staat de monitor verticaal of horizontaal. Latere beeldschermen ondersteunen high-definition video.
- Arcadesysteembord: de hardware waarop het spel draait. Het zit verborgen in de automaat.
- Voeding die het systeembord voorziet van stroom, maar ook allerhande lichtjes op de kast, in de knoppen, krijgen hun elektriciteit via deze voeding.
- Kap: Boven op de kast staat meestal een kap met daarop de naam van het spel. Meestal is de kap fleurig gekleurd en zit er een lamp in waardoor de kleuren worden opgelicht. Hierdoor is al van een afstand te zien welk spel er gespeeld kan worden op de kast. Zo weet een speler als hij naar de kast loopt, wat hem dan te wachten staat.
- Voorplaat: deze plaat zit rond de monitor. Meestal bevat hij beknopte instructies van het spel of bevat hij tekeningen.
- Bedieningspaneel: Dit paneel bevindt zich meestal onder de monitor. Het bevat de knoppen en joysticks die nodig zijn in het spel. Knoppen of een joystick kunnen het personage laten bewegen, springen, vuren. Andere knoppen zijn dan weer nodig om aan te duiden of men met een of meerdere personen speelt. In plaats van joysticks kunnen op het bedieningspaneel ook racesturen(bij racespellen) of pistolen(bij schietspellen) zitten voor een meer realistische bediening van het spel. Bij Photoplay-automaten ontbreekt het bedieningspaneel omdat deze via het beeldscherm worden bediend.
- Munttoevoer, muntteruggave en muntbox: De Arcade-automaat vereist (meestal) dat de speler dient te betalen om het spel te spelen. Hiervoor dient hij een bepaald bedrag te deponeren in "munttoevoer". Dit bedrag staat vaak vermeld op de invoer of op de monitor. Meestal is de invoer aangebracht op een drukknop. Heel oude Arcade-automaten konden "gekraakt" worden door een ijzeren draadje of paperclip in de "munttoevoer" te houden. De machine zag dit als geldtoevoer en gaf dan gratis credits. De "munttoevoer" kan ook vervangen worden door een kaartlezer. In dat geval dient de speler vaak een pasje te halen waarop dan een tegoed wordt gezet. Dit pasje dient dan voor de kaartlezer te worden gehouden om het spel te kunnen spelen.
- Zijkant: de zijkanten van de machine zijn meestal versierd met felle tekeningen, personages, logo's van het betreffende spel.

## Typen kabinet
Arcade-automaten bestaan in verschillende vormen, soms speciaal aangepast voor het spel.

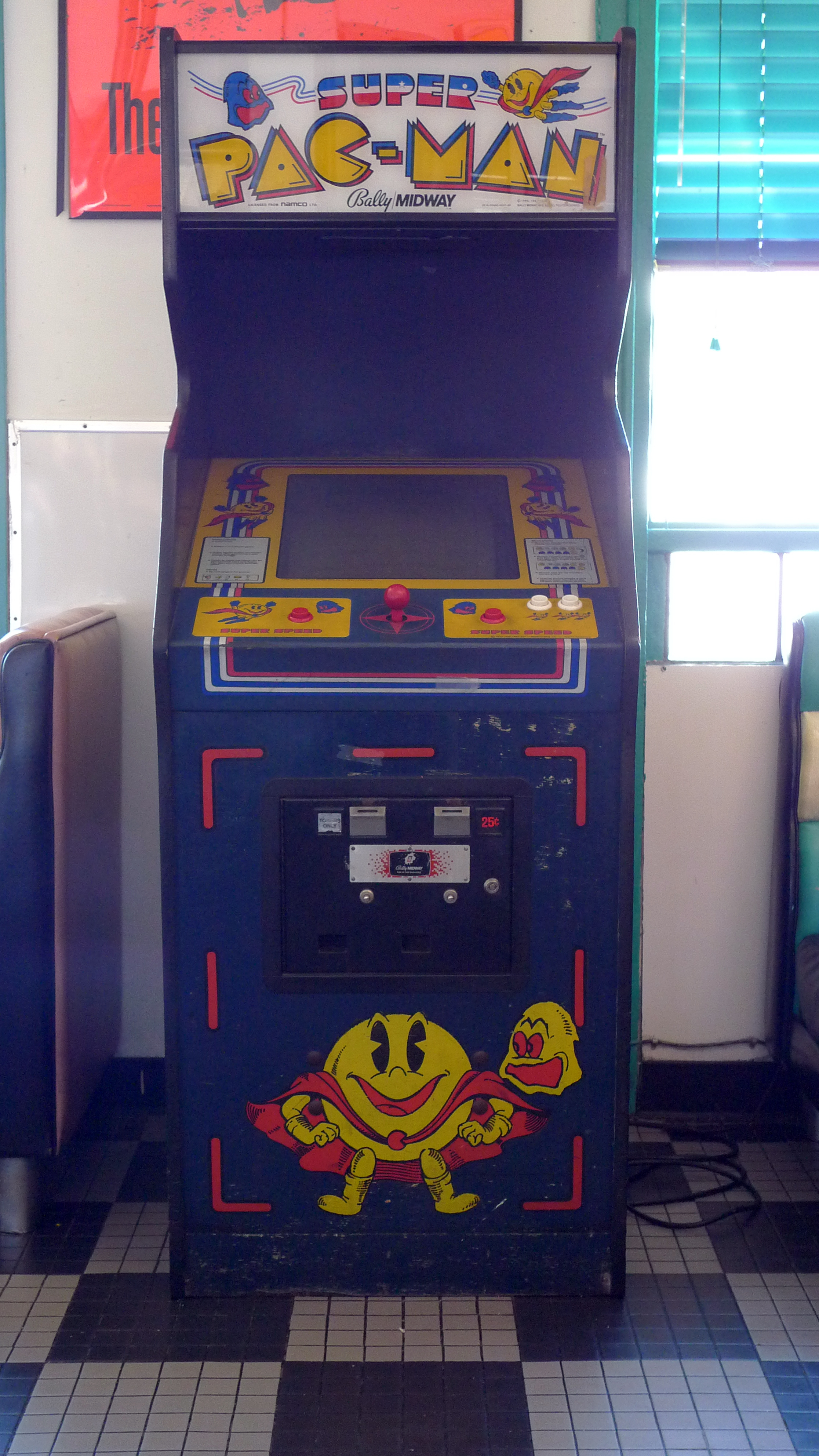
Upright-kabinet
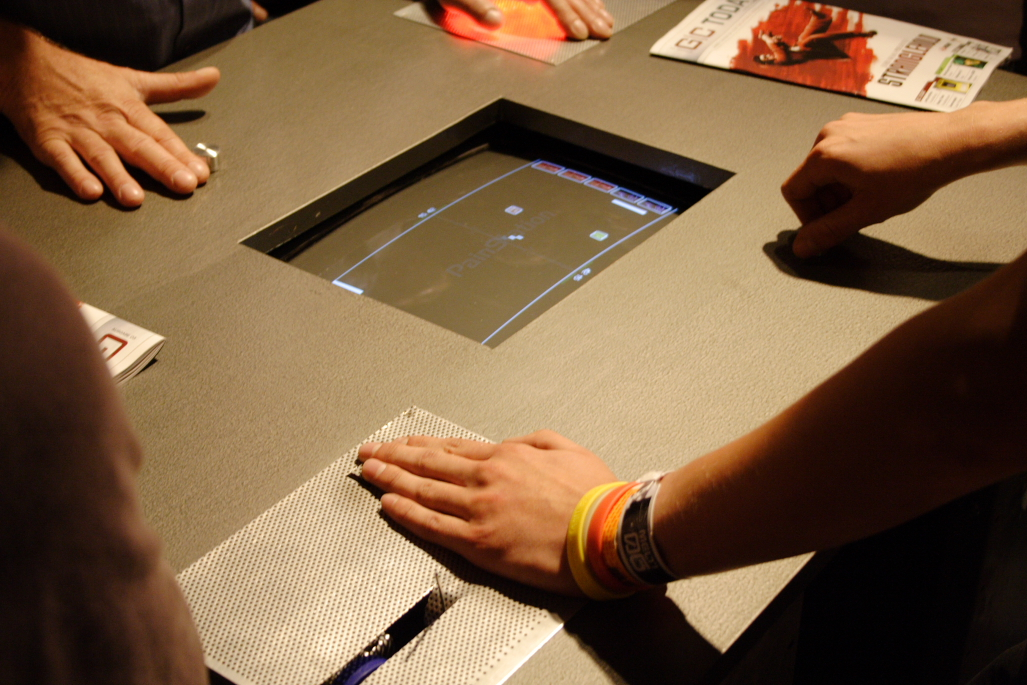
Cocktail-kabinet
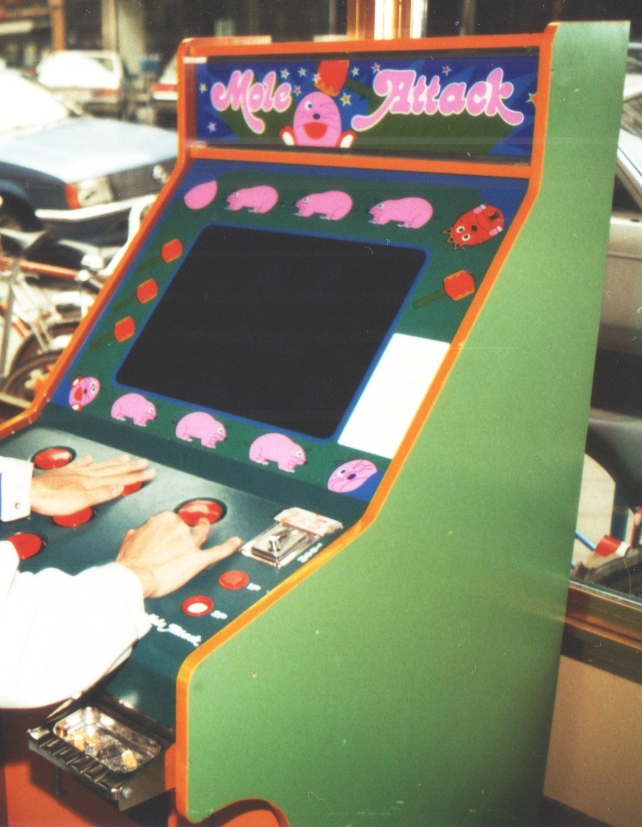
Candy-kabinet
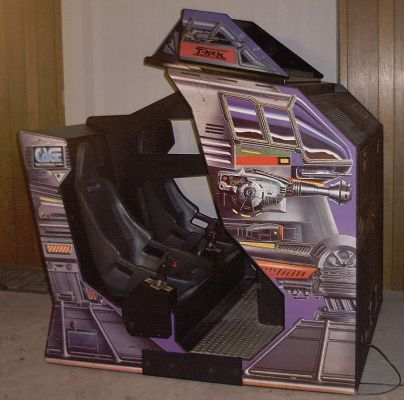
Deluxe-kabinet
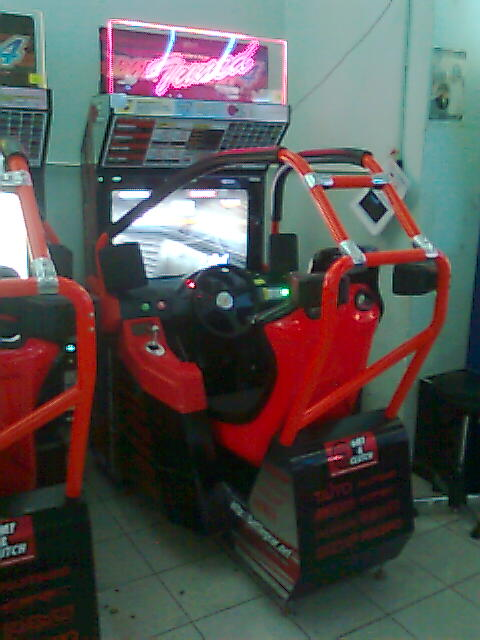
Omgevingskabinet

### Upright-kabinet
Dit rechtstaande type van speelkast is de meest voorkomende in een luna park of op een kermis. De kast is meestal gemaakt uit hout of metaal. De hoogte van de kast bedraagt meestal 2 meter. De monitor staat bij de gemiddelde persoon op ooghoogte. Het bedieningspaneel staat loodrecht onder de monitor op taille-hoogte. De kap is helemaal bovenaan en steekt meestal vooruit ten opzichte van de monitor. Omwille van de bouw van de kast is het aan te raden om het spel staande te spelen.
Het bedieningspaneel bestaat meestal uit een joystick per speler, actieknoppen (springen, lopen, vuren) en "aantal speler"-knoppen. Deze laatste knop wordt meestal ook gebruikt om het spel te starten. De joystick is soms vervangen door een trackball of stuur. De behuizing heeft soms ook nog een pedaal of is uitgerust met een lichtpistool.

### Cocktail-kabinet
Dit zijn eerder lage, rechthoekige kasten waarbij de speler naar beneden moet kijken om de monitor te zien. Het bedieningspaneel zit op heup- of kniehoogte. Indien het spel meerdere spelers ondersteunt, is het de bedoeling dat die andere spelers rondom de kast gaan staan. Bij vier spelers zal er een bedieningspaneel zijn aan elke kant van het kabinet. Het beeld zal automatisch worden gedraaid ten opzichte van de actieve speler.
Het voordeel van een cocktail-kabinet is dat het kleiner is. Daarnaast kon de speler zijn drankjes op zijn bedieningspaneel zetten, wat de naam verklaart. Desondanks was deze behuizing niet populair bij de spelers.

### Candy-kabinet
Deze behuizing is vergelijkbaar met de "upright", maar hij is kleiner doordat de kap ontbreekt. De monitor en drukknoppen zijn zo gemonteerd dat de speler ze kan bespelen vanaf een barkruk. Deze staat in veel gevallen speciaal bij de automaat, zodat een speler deze niet zelf hoeft te pakken. In veel cafés gebruikte men dit type behuizing.

### Deluxe-kabinet
Dit type kast wordt meestal gebruikt bij racespellen en vluchtsimulators waarbij een gedeelte van de kast ook rondom de speler is gebouwd. Het interieur van de kast is zo aangepast dat het lijkt op dat van een racewagen, vliegtuig enz. Naargelang het spel zal er een stuur, rempedaal, gaspedaal, koppeling zijn.

### Omgevingkabinet
Dit type kabinet is vergelijkbaar met een Deluxe-kabinet, alleen dat de kast nu effectief een auto, vliegtuig, brommer is. Daar waar men bij een racespel in een Deluxe-kabinet nog steeds in een houten "kist" zit, zit men in een omgevingkabinet effectief in een (plastic) auto of op een brommer. Het kabinet kan hierbij vaak ook bewegen, zodat het net lijkt alsof de speler echt "rijdt" tijdens het spelen van het spel. Een voorbeeld hiervan is Out Run.

### Bartop-kabinet
De afmetingen van deze kast beperken zich tot het noodzakelijkste. Zoals de naam aangeeft, zou men deze kast kunnen plaatsen op een toog. Meestal maakt men gebruik van een aanraakscherm waardoor er geen bedieningspaneel is. Bartop-kabinetten worden vaak toegepast bij Photoplay-automaten.